# Fala (Midlothian)
Fala est un village du Midlothian en Écosse.

## Histoire
Le village a été construit au XVIIIe – XIXe siècle. 